# 我的聾人朋友
《我的聾人朋友》一書收錄了八位不同年齡及背景的聾人和弱聽人士，講述他們的故事。

## 成書背景
此書的文字作者陳意軒，與兩位聾人分別為路駿怡及沈栢基，訪問了八位年齡及背景各異的聾人和弱聽人士，目的是要記錄他們的故事。當中，包括在日佔時期見證哥哥被斬頭、為救父母而拚命叩頭向日軍求饒的婆婆；有從小堅持刻苦訓練而能發音精準、聆聽不到琴聲但懂彈鋼琴，卻不擅交際的弱聽女子；不堪積壓已久的壓力而自殺的「聾人女狀元」；偷渡來港、到日本工作再回港創業的「手語講古佬」等。

## 出版資訊
出版社為圓桌精英，隨書附送本書的手語光碟，讓更多聾人能掌握書本各章節內容。

## 評論
網上專欄作家思言曾在無綫電視節目「讀上癮」中評論，並表達她的觀點及感受。此外，此書亦被列入由香港教育專業人員協會及康樂及文化事務署舉辦第 25 屆中學生好書龍虎榜 60 本候選書目。

## 目錄
序︰騎在我們的肩上

第一章︰走過戰時的聾人故事
| 標題               | 被訪者 |
| 日佔時期的聾人回憶 | 施蘊香 |
| 紀老先生的手語專場 | 紀智林 |

被訪者簡介︰
- 70多歲聾人施蘊香，日戰時僅七歲，與健聽父母住在中環利源西街。自小便因病致聾的她，沒錢讀書，不懂手語，跟家人沒法溝通。她的四個哥哥，都在日佔時被日本兵殺死。「我都有同他們講不好，但他們都是不肯鞠躬。大哥、四哥被槍斃，二哥、三哥都是被殺頭；死的時候，大的30多歲，小的20多歲。」眼睜睜看住哥哥的血灑滿一地，她頓時嚇昏，醒來後不停地哭，偷偷埋掉哥哥的屍首。至今，她做夢還會看見這景象[11]。到13歲才入聾人學校，可是教師教什麼歷史，她都完全不明白，「上課，只見老師的嘴巴不停開合」[12]。
- 70多歲聾人紀智林，他年輕時曾去日本做黑工，扮作又聾又啞的日本人，每隔一段時間在當地工作幾個月，回港後開設興隆台灣牛肉麵，月入逾90萬元，可惜2003年遇到沙士爆發，虧損百萬元後被迫結業[13]。

第二章︰這樣的口語教學－－聾人上學的故事
| 標題       | 被訪者 |
| 我的中文課 | 軒仔   |
| 語言的記憶 | 李健如 |

被訪者簡介︰
曾參加過1973年聾人學校罷課的李健如，當年聾校真鐸啟喑學校推崇口語教學，禁止學生使用手語溝通。於是學生會撰寫抗議信，並聯同50位學生罷課，爭取口手語並用教學。
第三章︰一些「成功」與「失敗」的故事
| 標題                     | 被訪者      |
| 健聽和弱聽延續彼此的生命 | 李鸝        |
| 這是一個普通不過的故事   | Cindy       |
| 做聾人，要好Tough！      | 鄧凱雯Mandy |
| 像鳥一樣自由飛翔         | 海鳥        |

被訪者簡介︰
- 李鸝的妹妹李菁曾經被譽為聾人狀元，但是最終在2008年自殺身亡。李鸝在書中指出，妹妹自殺源於得不到認同，「她根本不知道自己是誰，還有就是這個社會上認同，這個社會就是這樣，賺不到錢，你就沒用了」[13]。
- 深度弱聽的鄧凱雯是眾人眼中的「成功弱聽人士」，她擁有碩士學歷，操一口流利的中英文，又苦學至鋼琴九級，2008年更以聾人大使的身份參加殘奧。但是她坦言克服弱聽很難，「做聾人，要好Tough（堅強）！」[13][15]。

## 外部連結
- 《我的聾人朋友》官方網頁 （页面存档备份，存于）
- 《我的聾人朋友》YouTube官方頻道 （页面存档备份，存于）